# Altitude mínima de setor
Na aviação (particularmente em navegação aérea), altitude mínima de setor (em inglês:  Minimum safe altitude - MSA) é uma altitude que está a pelo menos 500 pés de qualquer obstáculo ou terreno em uma região definida em uma rota particular que o piloto pode voar. Esta margem de segurança permite que hajam erros, contando com a possibilidade de que o piloto pode intencionalmente ou não desviar de sua rota. Ao voar nesta ou acima desta altitude, o piloto estará cumprindo com os requisitos de livramento de obstáculos em uma determinada parte de sua rota.

## Definição no Brasil

### Voos VFR
Em voos sob regras de voo visual, aplicam-se os seguintes requisitos:
- Sobre cidades, povoados, lugares habitados ou sobre grupos de pessoas ao ar livre, em altura inferior a 300 m (1000 pés) acima do mais alto obstáculo existente num raio de 600 m em torno da aeronave; e
- Em lugares não citados acima, a altitude mínima para voo é de 150 m (500 pés) acima do solo ou da água.

Por exemplo, se um obstáculo na rota possui 200 pés de altura em um terreno com elevação de 2.500 pés, o cálculo será o seguinte: 2500 pés (elevação) + 200 pés (obstáculo) + 1.000 pés (altura mínima). Desta forma, o piloto deverá voar a no mínimo 3.700 pés de altitude.

### Voos IFR
Existem duas restrições de altitude que são importante para o planejamento de um voo sob regras de voo por instrumentos:
1. Altitude mínima de recepção (em inglês:  Minimum reception altitude) - MRA, altitude que deve ser mantida em um determinado segmento de voo (por exemplo, entre dois transmissores de radio-navegação) afim de assegurar a recepção dos sinais de rádio requerida em todas as partes do segmento.
2. Altitude mínima livre de obstáculos (em inglês:  Minimum obstacle clearance altitude) - MOCA, altitude que fornece um livramento vertical predeterminado de obstáculos conhecidos em um corredor também predeterminado pelo segmento de voo especificado.

Em um procedimento publicado, a maior destas altitudes é a que deve ser considerada para aquele segmento, sendo então chamada de Altitude mínima em rota (em inglês:  Minimum Enroute Altitude) - MEA. Entretanto, em uma carta de rota IFR, um asterisco é representado próximo da MOCA se também há uma MRA na parte da rota que requer uma altitude significativamente maior. Pode-se escolher voar abaixo da MRA, considerando a MOCA, mas deve-se manter em mente que a recepção do auxílio-rádio poderá ser perdida. Pode-se fazer isso também utilizando GPS, pois este não requer auxílios-rádio para navegar. 
Estas altitudes são listadas como "MSL" nas cartas de navegação IFR, e então são altitudes que serão indicadas no altímetro barométrico da aeronave.